# 2015–2016-os Európa-liga (csoportkör)
A 2015–2016-os Európa-liga csoportkörének mérkőzéseit 2015. szeptember 17. és december 10. között játszották le.

## Fordulók és időpontok
| Forduló        | Sorsolás dátuma              | Mérkőzésnapok        |                      |
| -------------- | ---------------------------- | -------------------- | -------------------- |
| 1. mérkőzésnap | 2015. augusztus 28. (Monaco) | 2015. szeptember 17. | 2015. szeptember 17. |
| 2. mérkőzésnap | 2015. augusztus 28. (Monaco) | 2015. október 1.     | 2015. október 1.     |
| 3. mérkőzésnap | 2015. augusztus 28. (Monaco) | 2015. október 22.    | 2015. október 22.    |
| 4. mérkőzésnap | 2015. augusztus 28. (Monaco) | 2015. november 5.    | 2015. november 5.    |
| 5. mérkőzésnap | 2015. augusztus 28. (Monaco) | 2015. november 26.   | 2015. november 26.   |
| 6. mérkőzésnap | 2015. augusztus 28. (Monaco) | 2015. december 10.   | 2015. december 10.   |

## Sorsolás
A csoportkörben 12 darab, egyaránt négycsapatos csoportot képeztek. A csoportokban a csapatok körmérkőzéses, oda-visszavágós rendszerben mérkőztek meg egymással. A csoportok első két helyen záró csapat az egyenes kieséses szakaszba jutott, a harmadik és negyedik helyezettek kiestek.
A sorsolást 2015. augusztus 28-án tartották Monacóban. Egy 2014. július 17-én meghozott határozat szerint az orosz és ukrán csapatok nem kerülhettek azonos csoportba.
A csoportkörbe a rangsor szerinti első 12 ország kupagyőztese, a 4. helyen rangsorolt bajnokság 4. helyezettje, az 1–3. helyen rangsorolt bajnokság 5. helyezettjei, valamint az UEFA-bajnokok ligája rájátszásának 10 vesztes csapat, és az Európa-liga selejtező rájátszásának 22 továbbjutója került.
| Csapat                   | Együttható | Kalap |
| ------------------------ | ---------- | ----- |
| Schalke 04               | 111,883    | 1     |
| Borussia Dortmund        | 99,883     | 1     |
| FC Basel (BL)            | 84,875     | 1     |
| SSC Napoli               | 84,182     | 1     |
| Tottenham Hotspur        | 84,078     | 1     |
| Ajax                     | 66,195     | 1     |
| Villarreal CF            | 58,999     | 1     |
| Rubin Kazany             | 57,099     | 1     |
| Athletic Bilbao          | 56,999     | 1     |
| Sporting CP (BL)         | 56,276     | 1     |
| Olympique de Marseille   | 55,483     | 1     |
| Dnyipro Dnyipropetrovszk | 52,033     | 1     |
| Sporting de Braga        | 51,776     | 2     |
| Fiorentina               | 49,102     | 2     |
| Lazio (BL)               | 49,102     | 2     |
| Anderlecht               | 47,440     | 2     |
| Liverpool FC             | 47,078     | 2     |
| AZ                       | 46,695     | 2     |
| Viktoria Plzeň           | 41,825     | 2     |
| Club Brugge (BL)         | 41,440     | 2     |
| PAÓK                     | 40,880     | 2     |
| Celtic (BL)              | 39,080     | 2     |
| Beşiktaş JK              | 36,520     | 2     |
| APÓEL (BL)               | 35,460     | 2     |

| Csapat                | Együttható | Kalap |
| --------------------- | ---------- | ----- |
| AS Monaco (BL)        | 31,483     | 3     |
| Sparta Praha          | 30,825     | 3     |
| Fenerbahçe            | 30,020     | 3     |
| Legia Warszawa        | 24,800     | 3     |
| Girondins de Bordeaux | 24,483     | 3     |
| Lokomotyiv Moszkva    | 23,099     | 3     |
| Lech Poznań           | 17,300     | 3     |
| AS Saint-Étienne      | 16,983     | 3     |
| Slovan Liberec        | 16,325     | 3     |
| FC Augsburg           | 15,883     | 3     |
| Rapid Wien (BL)       | 15,635     | 3     |
| FK Krasznodar         | 15,099     | 3     |
| Partizan (BL)         | 14,775     | 4     |
| Asztérasz Trípolisz   | 13,380     | 4     |
| Belenenses            | 12,276     | 4     |
| Rosenborg             | 11,875     | 4     |
| Qarabağ               | 11,500     | 4     |
| Molde FK              | 10,375     | 4     |
| Dinama Minszk         | 9,650      | 4     |
| Groningen             | 8,695      | 4     |
| FC Sion               | 8,375      | 4     |
| FC Midtjylland        | 7,960      | 4     |
| Skënderbeu Korçë (BL) | 5,575      | 4     |
| Qəbələ PFK            | 2,750      | 4     |

Jegyzet
- BL – Az UEFA-bajnokok ligája rájátszásának vesztes csapataként került át.

## Csoportok

### Sorrend meghatározása
Ha két vagy több csapat a csoportmérkőzések után azonos pontszámmal állt, az alábbiak alapján kellett meghatározni a sorrendet:
1. az azonosan álló csapatok mérkőzésein szerzett több pont
2. az azonosan álló csapatok mérkőzésein elért jobb gólkülönbség
3. az azonosan álló csapatok mérkőzésein idegenben szerzett több gól
4. az összes mérkőzésen elért jobb gólkülönbség
5. az összes mérkőzésen szerzett több gól
6. az azonosan álló csapatok és nemzeti szövetségük jobb UEFA-együtthatója az elmúlt öt évben

Minden időpont közép-európai idő/közép-európai nyári idő szerint van feltüntetve.

### A csoport
| Hely. | Csapat        | M | Gy | D | V | G+ | G– | Gk | P  | Továbbjutás                                |     | MOL | FEN | AJX | CEL |
| ----- | ------------- | - | -- | - | - | -- | -- | -- | -- | ------------------------------------------ | --- | --- | --- | --- | --- |
| 1.    | Molde FK      | 6 | 3  | 2 | 1 | 10 | 7  | +3 | 11 | Továbbjutott az egyenes kieséses szakaszba |     | —   | 0–2 | 1–1 | 3–1 |
| 2.    | Fenerbahçe SK | 6 | 2  | 3 | 1 | 7  | 6  | +1 | 9  | Továbbjutott az egyenes kieséses szakaszba |     | 1–3 | —   | 1–0 | 1–1 |
| 3.    | Ajax          | 6 | 1  | 4 | 1 | 6  | 6  | 0  | 7  |                                            |     | 1–1 | 0–0 | —   | 2–2 |
| 4.    | Celtic        | 6 | 0  | 3 | 3 | 8  | 12 | −4 | 3  |                                            | 1–2 | 2–2 | 1–2 | —   |     |

| 2015. szeptember 17. 19:00 |

| Fenerbahçe SK | 1–3               | Molde FK                                          |
| ------------- | ----------------- | ------------------------------------------------- |
| Nani 42'      | (1–1) Jegyzőkönyv | Høiland 36' (11-esből) Elyounoussi 53' Linnes 65' |

| Şükrü Saracoğlu Stadion, Isztambul Játékvezető: Benoît Bastien (francia) |

| 2015. szeptember 17. 19:00 |

| Ajax                   | 2–2               | Celtic               |
| ---------------------- | ----------------- | -------------------- |
| Fischer 25' Schöne 84' | (1–2) Jegyzőkönyv | Bitton 8' Lustig 42' |

| Amsterdam ArenA, Amszterdam Játékvezető: Luca Banti (olasz) |

| 2015. október 1. 21:05 |

| Celtic                    | 2–2               | Fenerbahçe SK     |
| ------------------------- | ----------------- | ----------------- |
| Griffiths 28' Commons 32' | (2–1) Jegyzőkönyv | Fernandão 43' 48' |

| Celtic Park, Glasgow Játékvezető: Kenn Hansen (dán) |

| 2015. október 1. 21:05 |

| Molde FK     | 1–1               | Ajax        |
| ------------ | ----------------- | ----------- |
| E. Hestad 8' | (1–1) Jegyzőkönyv | Fischer 19' |

| Aker Stadion, Molde Játékvezető: Paweł Raczkowski (lengyel) |

| 2015. október 22. 21:05 |

| Molde FK                              | 3–1               | Celtic      |
| ------------------------------------- | ----------------- | ----------- |
| Kamara 11' Forren 18' Elyounoussi 56' | (2–0) Jegyzőkönyv | Commons 55' |

| Aker Stadion, Molde Játékvezető: Vladislav Bezborodov (orosz) |

| 2015. október 22. 21:05 |

| Fenerbahçe SK | 1–0               | Ajax |
| ------------- | ----------------- | ---- |
| Fernandão 89' | (0–0) Jegyzőkönyv |      |

| Şükrü Saracoğlu Stadion, Isztambul Játékvezető: David Fernández Borbalán (spanyol) |

| 2015. november 5. 19:00 |

| Celtic                 | 1–2               | Molde FK                      |
| ---------------------- | ----------------- | ----------------------------- |
| Commons 26' Bitton 77′ | (1–2) Jegyzőkönyv | Elyounoussi 21' D. Hestad 37' |

| Celtic Park, Glasgow Játékvezető: Slavko Vinčić (szlovén) |

| 2015. november 5. 19:00 |

| Ajax | 0–0         | Fenerbahçe SK |
| ---- | ----------- | ------------- |
|      | Jegyzőkönyv |               |

| Amsterdam ArenA, Amszterdam Játékvezető: Liran Liany (izraeli) |

| 2015. november 26. 21:05 |

| Molde FK       | 0–2               | Fenerbahçe SK           |
| -------------- | ----------------- | ----------------------- |
| Rindarøy 90+1′ | (0–0) Jegyzőkönyv | Fernandão 68' Tufan 84' |

| Aker Stadion, Molde Játékvezető: Miroslav Zelinka (cseh) |

| 2015. november 26. 21:05 |

| Celtic      | 1–2               | Ajax                |
| ----------- | ----------------- | ------------------- |
| McGregor 4' | (1–1) Jegyzőkönyv | Milik 22' Černý 88' |

| Celtic Park, Glasgow Játékvezető: Felix Zwayer (német) |

| 2015. december 10. 19:00 |

| Fenerbahçe SK          | 1–1               | Celtic      |
| ---------------------- | ----------------- | ----------- |
| Marković 39' Diego 67′ | (1–0) Jegyzőkönyv | Commons 75' |

| Şükrü Saracoğlu Stadion, Isztambul Játékvezető: Serge Gumienny (belga) |

| 2015. december 10. 19:00 |

| Ajax                       | 1–1               | Molde FK  |
| -------------------------- | ----------------- | --------- |
| van de Beek 14' Gudelj 90′ | (1–1) Jegyzőkönyv | Singh 29' |

| Amsterdam ArenA, Amszterdam Játékvezető: Yevhen Aranovskiy (ukrán) |

### B csoport
| Hely. | Csapat                | M | Gy | D | V | G+ | G– | Gk | P  | Továbbjutás                                |     | LIV | SIO | RUB | BOR |
| ----- | --------------------- | - | -- | - | - | -- | -- | -- | -- | ------------------------------------------ | --- | --- | --- | --- | --- |
| 1.    | Liverpool FC          | 6 | 2  | 4 | 0 | 6  | 4  | +2 | 10 | Továbbjutott az egyenes kieséses szakaszba |     | —   | 1–1 | 1–1 | 2–1 |
| 2.    | FC Sion               | 6 | 2  | 3 | 1 | 5  | 5  | 0  | 9  | Továbbjutott az egyenes kieséses szakaszba |     | 0–0 | —   | 2–1 | 1–1 |
| 3.    | Rubin Kazany          | 6 | 1  | 3 | 2 | 6  | 6  | 0  | 6  |                                            |     | 0–1 | 2–0 | —   | 0–0 |
| 4.    | Girondins de Bordeaux | 6 | 0  | 4 | 2 | 5  | 7  | −2 | 4  |                                            | 1–1 | 0–1 | 2–2 | —   |     |

| 2015. szeptember 17. 19:00 |

| Girondins de Bordeaux | 1–1               | Liverpool FC |
| --------------------- | ----------------- | ------------ |
| Jussiê 81'            | (0–0) Jegyzőkönyv | Lallana 65'  |

| Stade Chaban Delmas, Bordeaux Játékvezető: Alberto Undiano Mallenco (spanyol) |

| 2015. szeptember 17. 19:00 |

| FC Sion        | 2–1               | Rubin Kazany    |
| -------------- | ----------------- | --------------- |
| Konaté 11' 82' | (1–0) Jegyzőkönyv | Kanunnyikov 65' |

| Játékvezető: Andreas Ekberg (svéd) |

| 2015. október 1. 21:05 |

| Rubin Kazany | 0–0         | Girondins de Bordeaux |
| ------------ | ----------- | --------------------- |
|              | Jegyzőkönyv |                       |

| Központi stadion, Kazany Játékvezető: Gediminas Mažeika (litván) |

| 2015. október 1. 21:05 |

| Liverpool FC | 1–1               | FC Sion      |
| ------------ | ----------------- | ------------ |
| Lallana 4'   | (1–1) Jegyzőkönyv | Assifuah 18' |

| Anfield, Liverpool Játékvezető: Slavko Vinčić (szlovén) |

| 2015. október 22. 21:05 |

| Liverpool FC | 1–1               | Rubin Kazany         |
| ------------ | ----------------- | -------------------- |
| Can 37'      | (1–1) Jegyzőkönyv | Dević 15' Kuzmin 36′ |

| Anfield, Liverpool Játékvezető: Robert Schörgenhofer (osztrák) |

| 2015. október 22. 21:05 |

| Girondins de Bordeaux | 0–1               | FC Sion     |
| --------------------- | ----------------- | ----------- |
| Khazri 86′            | (0–1) Jegyzőkönyv | Lacroix 21' |

| Stade Chaban Delmas, Bordeaux Játékvezető: Alekszandar Sztavrev (macedón) |

| 2015. november 5. 19:00 |

| Rubin Kazany | 0–1               | Liverpool FC |
| ------------ | ----------------- | ------------ |
|              | (0–0) Jegyzőkönyv | Ibe 52'      |

| Kazan Arena, Kazany Játékvezető: Kevin Blom (holland) |

| 2015. november 5. 19:00 |

| FC Sion                | 1–1               | Girondins de Bordeaux |
| ---------------------- | ----------------- | --------------------- |
| Chantôme 90+4' (öngól) | (0–0) Jegyzőkönyv | Touré 67'             |

| Tourbillon, Sion Játékvezető: Ivan Kružliak (szlovák) |

| 2015. november 26. 21:05 |

| Liverpool FC                        | 2–1               | Girondins de Bordeaux |
| ----------------------------------- | ----------------- | --------------------- |
| Milner 38' (11-esből) Benteke 45+1' | (2–1) Jegyzőkönyv | Saivet 33'            |

| Anfield, Liverpool Játékvezető: Alon Yefet (izraeli) |

| 2015. november 26. 21:05 |

| Rubin Kazany           | 2–0               | FC Sion   |
| ---------------------- | ----------------- | --------- |
| Goergiev 72' Dević 90' | (0–0) Jegyzőkönyv | Ndoye 34′ |

| Kazan Arena, Kazany Játékvezető: Halis Özkahya (török) |

| 2015. december 10. 19:00 |

| Girondins de Bordeaux              | 2–2               | Rubin Kazany                |
| ---------------------------------- | ----------------- | --------------------------- |
| Laborde 58' Rolán 63' Guilbert 86′ | (0–1) Jegyzőkönyv | Kanunnyikov 31' Ustinov 76' |

| Stade Chaban Delmas, Bordeaux Játékvezető: John Beaton (skót) |

| 2015. december 10. 19:00 |

| FC Sion | 0–0         | Liverpool FC |
| ------- | ----------- | ------------ |
|         | Jegyzőkönyv |              |

| Tourbillon, Sion Játékvezető: Michael Koukoulakis (görög) |

### C csoport
| Hely. | Csapat            | M | Gy | D | V | G+ | G– | Gk  | P  | Továbbjutás                                |     | KRA | DOR | PAOK | QAB |
| ----- | ----------------- | - | -- | - | - | -- | -- | --- | -- | ------------------------------------------ | --- | --- | --- | ---- | --- |
| 1.    | FK Krasznodar     | 6 | 4  | 1 | 1 | 9  | 4  | +5  | 13 | Továbbjutott az egyenes kieséses szakaszba |     | —   | 1–0 | 2–1  | 2–1 |
| 2.    | Borussia Dortmund | 6 | 3  | 1 | 2 | 10 | 5  | +5  | 10 | Továbbjutott az egyenes kieséses szakaszba |     | 2–1 | —   | 0–1  | 4–0 |
| 3.    | PAÓK              | 6 | 1  | 4 | 1 | 3  | 3  | 0   | 7  |                                            |     | 0–0 | 1–1 | —    | 0–0 |
| 4.    | Qəbələ PFK        | 6 | 0  | 2 | 4 | 2  | 12 | −10 | 2  |                                            | 0–3 | 1–3 | 0–0 | —    |     |

| 2015. szeptember 17. 19:00 |

| Qəbələ PFK | 0–0         | PAÓK |
| ---------- | ----------- | ---- |
|            | Jegyzőkönyv |      |

| Bakcell Arena, Baku Játékvezető: Javier Estrada Fernández (spanyol) |

| 2015. szeptember 17. 19:00 |

| Borussia Dortmund       | 2–1               | FK Krasznodar |
| ----------------------- | ----------------- | ------------- |
| Ginter 45+1' Park 90+3' | (1–1) Jegyzőkönyv | Mamajev 12'   |

| Westfalenstadion, Dortmund Játékvezető: Liran Liany (izraeli) |

| 2015. október 1. 21:05 |

| FK Krasznodar           | 2–1               | Qəbələ PFK |
| ----------------------- | ----------------- | ---------- |
| Wánderson 8' Smolov 84' | (1–0) Jegyzőkönyv | Dodô 51'   |

| Kuban Stadium, Krasznodar Játékvezető: Marcin Borski (lengyel) |

| 2015. október 1. 21:05 |

| PAÓK    | 1–1               | Borussia Dortmund |
| ------- | ----------------- | ----------------- |
| Mak 34' | (1–0) Jegyzőkönyv | Castro 72'        |

| Túmbasz Stadion, Szaloniki Játékvezető: Anthony Taylor |

| 2015. október 22. 21:05 |

| PAÓK      | 0–0         | FK Krasznodar   |
| --------- | ----------- | --------------- |
| Jairo 89′ | Jegyzőkönyv | Jędrzejczyk 88′ |

| Túmbasz Stadion, Szaloniki Játékvezető: Andreas Ekberg (svéd) |

| 2015. október 22. 21:05 |

| Qəbələ PFK | 1–3               | Borussia Dortmund      |
| ---------- | ----------------- | ---------------------- |
| Dodô 90+3' | (0–2) Jegyzőkönyv | Aubameyang 31' 38' 72' |

| Bakcell Arena, Baku Játékvezető: Ivan Bebek (horvát) |

| 2015. november 5. 19:00 |

| FK Krasznodar                    | 2–1               | PAÓK      |
| -------------------------------- | ----------------- | --------- |
| Ari 33' Joãozinho 67' (11-esből) | (1–0) Jegyzőkönyv | Mak 90+1' |

| Kuban, Krasznodar Játékvezető: Arnold Hunter (északír) |

| 2015. november 5. 19:00 |

| Borussia Dortmund                                        | 4–0               | Qəbələ PFK |
| -------------------------------------------------------- | ----------------- | ---------- |
| Reus 28' Aubameyang 45' Zenjov 67' (öngól) Mhitarján 70' | (2–0) Jegyzőkönyv |            |

| Westfalenstadion, Dortmund Játékvezető: Sébastien Delferiere (belga) |

| 2015. november 26. 21:05 |

| PAÓK | 0–0         | Qəbələ PFK |
| ---- | ----------- | ---------- |
|      | Jegyzőkönyv |            |

| Túmbasz Stadion, Szaloniki Játékvezető: Jakob Kehlet (dán) |

| 2015. november 26. 21:05 |

| FK Krasznodar         | 1–0               | Borussia Dortmund |
| --------------------- | ----------------- | ----------------- |
| Mamajev 2' (11-esből) | (1–0) Jegyzőkönyv |                   |

| Kuban, Krasznodar Játékvezető: Serdar Gözübüyük (holland) |

| 2015. december 10. 19:00 |

| Qəbələ PFK | 0–3               | FK Krasznodar                               |
| ---------- | ----------------- | ------------------------------------------- |
|            | (0–2) Jegyzőkönyv | R. Sigurðsson 26' Pereyra 41' Wánderson 76' |

| Bakcell Arena, Baku Játékvezető: István Kovács (román) |

| 2015. december 10. 19:00 |

| Borussia Dortmund | 0–1               | PAÓK    |
| ----------------- | ----------------- | ------- |
|                   | (0–1) Jegyzőkönyv | Mak 33' |

| Westfalenstadion, Dortmund Játékvezető: Mattias Gestranius (finn) |

### D csoport
| Hely. | Csapat         | M | Gy | D | V | G+ | G– | Gk  | P  | Továbbjutás                                |     | NAP | MID | BRU | LEG |
| ----- | -------------- | - | -- | - | - | -- | -- | --- | -- | ------------------------------------------ | --- | --- | --- | --- | --- |
| 1.    | SSC Napoli     | 6 | 6  | 0 | 0 | 22 | 3  | +19 | 18 | Továbbjutott az egyenes kieséses szakaszba |     | —   | 5–0 | 5–0 | 5–2 |
| 2.    | FC Midtjylland | 6 | 2  | 1 | 3 | 6  | 12 | −6  | 7  | Továbbjutott az egyenes kieséses szakaszba |     | 1–4 | —   | 1–1 | 1–0 |
| 3.    | Club Brugge    | 6 | 1  | 2 | 3 | 4  | 11 | −7  | 5  |                                            |     | 0–1 | 1–3 | —   | 1–0 |
| 4.    | Legia Warszawa | 6 | 1  | 1 | 4 | 4  | 10 | −6  | 4  |                                            | 0–2 | 1–0 | 1–1 | —   |     |

| 2015. szeptember 17. 19:00 |

| FC Midtjylland | 1–0               | Legia Warszawa |
| -------------- | ----------------- | -------------- |
| Rasmussen 60'  | (0–0) Jegyzőkönyv |                |

| MCH Arena, Herning Játékvezető: Hüseyin Göçek (török) |

| 2015. szeptember 17. 19:00 |

| SSC Napoli                                 | 5–0               | Club Brugge |
| ------------------------------------------ | ----------------- | ----------- |
| Callejón 5' 77' Mertens 19' 25' Hamšík 53' | (3–0) Jegyzőkönyv |             |

| San Paolo stadion, Nápoly Játékvezető: Vad István (magyar) |

| 2015. október 1. 21:05 |

| Club Brugge | 1–3               | FC Midtjylland                  |
| ----------- | ----------------- | ------------------------------- |
| Meunier 79' | (0–0) Jegyzőkönyv | Sisto 51' Onuachu 67' Novák 74' |

| Játékvezető: Steven McLean (skót) |

| 2015. október 1. 21:05 |

| Legia Warszawa | 0–2               | SSC Napoli          |
| -------------- | ----------------- | ------------------- |
|                | (0–0) Jegyzőkönyv | Mertens 53' Higuaín |

| Lengyel Hadsereg Stadion, Varsó Játékvezető: Michael Koukoulakis (görög) |

| 2015. október 22. 21:05 |

| Legia Warszawa | 1–1               | Club Brugge |
| -------------- | ----------------- | ----------- |
| Kucharczyk 51' | (0–1) Jegyzőkönyv | De Fauw 39' |

| Lengyel Hadsereg Stadion, Varsó Játékvezető: Harald Lechner (osztrák) |

| 2015. október 22. 21:05 |

| FC Midtjylland | 1–4               | SSC Napoli                              |
| -------------- | ----------------- | --------------------------------------- |
| Pušić 43'      | (1–3) Jegyzőkönyv | Callejón 19' Gabbiadini 31' 40' Higuaín |

| Arena Herning, Herning Játékvezető: Serdar Gözübüyük (holland) |

| 2015. november 5. 19:00 |

| Club Brugge | 1–0               | Legia Warszawa |
| ----------- | ----------------- | -------------- |
| Meunier 38' | (1–0) Jegyzőkönyv |                |

| Jan Breydelstadion, Brugge Játékvezető: Marijo Strahonja (horvát) |

| 2015. november 5. 19:00 |

| SSC Napoli                                                 | 5–0               | FC Midtjylland |
| ---------------------------------------------------------- | ----------------- | -------------- |
| El Kaddouri 13' Gabbiadini 23' 38' Maggio 54' Callejón 77' | (3–0) Jegyzőkönyv |                |

| San Paolo stadion, Nápoly Játékvezető: Benoit Bastien (francia) |

| 2015. november 26. 21:05 |

| Legia Warszawa | 1–0               | FC Midtjylland |
| -------------- | ----------------- | -------------- |
| Prijović 35'   | (1–0) Jegyzőkönyv |                |

| Lengyel Hadsereg Stadion, Varsó Játékvezető: Andre Marriner (angol) |

| 2015. november 26. 21:05 |

| Club Brugge | 0–1               | SSC Napoli    |
| ----------- | ----------------- | ------------- |
|             | (0–1) Jegyzőkönyv | Chiricheș 41' |

| Jan Breydelstadion, Brugge Játékvezető: Marius Avram (román) |

| 2015. december 10. 19:00 |

| FC Midtjylland | 1–1               | Club Brugge |
| -------------- | ----------------- | ----------- |
| Sisto 27'      | (1–0) Jegyzőkönyv | Vossen 68'  |

| Arena Herning, Herning Játékvezető: Javier Estrada (spanyol) |

| 2015. december 10. 19:00 |

| SSC Napoli                                              | 5–2               | Legia Warszawa             |
| ------------------------------------------------------- | ----------------- | -------------------------- |
| Chalobah 32' Insigne 39' Callejón 57' Mertens 65' 90+1' | (2–0) Jegyzőkönyv | Vranjes 62' Prijovic 90+2' |

| San Paolo stadion, Nápoly Játékvezető: Alekszandar Sztavrev (macedón) |

### E csoport
| Hely. | Csapat         | M | Gy | D | V | G+ | G– | Gk | P  | Továbbjutás                                |     | RW  | VIL | PLZ | DMI |
| ----- | -------------- | - | -- | - | - | -- | -- | -- | -- | ------------------------------------------ | --- | --- | --- | --- | --- |
| 1.    | Rapid Wien     | 6 | 5  | 0 | 1 | 10 | 6  | +4 | 15 | Továbbjutott az egyenes kieséses szakaszba |     | —   | 2–1 | 3–2 | 2–1 |
| 2.    | Villarreal CF  | 6 | 4  | 1 | 1 | 12 | 6  | +6 | 13 | Továbbjutott az egyenes kieséses szakaszba |     | 1–0 | —   | 1–0 | 4–0 |
| 3.    | Viktoria Plzeň | 6 | 1  | 1 | 4 | 8  | 10 | −2 | 4  |                                            |     | 1–2 | 3–3 | —   | 2–0 |
| 4.    | Dinama Minszk  | 6 | 1  | 0 | 5 | 3  | 11 | −8 | 3  |                                            | 0–1 | 1–2 | 1–0 | —   |     |

| 2015. szeptember 17. 19:00 |

| Rapid Wien                           | 2–1               | Villarreal CF |
| ------------------------------------ | ----------------- | ------------- |
| Schwab 50' S. Hofmann 53' (11-esből) | (0–1) Jegyzőkönyv | Baptistão 45' |

| Ernst-Happel-Stadion, Bécs Játékvezető: Stefan Johannesson (svéd) |

| 2015. szeptember 17. 19:00 |

| Viktoria Plzeň          | 2–0               | Dinama Minszk |
| ----------------------- | ----------------- | ------------- |
| Hořava 36' Petržela 75' | (1–0) Jegyzőkönyv |               |

| Doosan Arena, Plzeň Játékvezető: Marius Avram (román) |

| 2015. október 1. 21:05 |

| Dinama Minszk | 0–1               | Rapid Wien     |
| ------------- | ----------------- | -------------- |
|               | (0–0) Jegyzőkönyv | S. Hofmann 54' |

| Borisov Arena, Bariszav Játékvezető: Jakob Kehlet (dán) |

| 2015. október 1. 21:05 |

| Villarreal CF | 1–0               | Viktoria Plzeň |
| ------------- | ----------------- | -------------- |
| Baptistão 54' | (0–0) Jegyzőkönyv |                |

| Estadio El Madrigal, Villarreal Játékvezető: Serdar Gözübüyük (holland) |

| 2015. október 22. 21:05 |

| Villarreal CF                          | 4–0               | Dinama Minszk |
| -------------------------------------- | ----------------- | ------------- |
| Bakambu 17' 32' Soldado 61' Bailly 71' | (2–0) Jegyzőkönyv |               |

| Estadio El Madrigal, Villarreal Játékvezető: Serhiy Boiko (ukrán) |

| 2015. október 22. 21:05 |

| Rapid Wien                           | 3–2               | Viktoria Plzeň          |
| ------------------------------------ | ----------------- | ----------------------- |
| S. Hofmann 34' Schaub 52' Petsos 68' | (1–1) Jegyzőkönyv | Ďuriš 12' Hrošovský 78' |

| Ernst-Happel-Stadion, Bécs Játékvezető: Craig Pawson (angol) |

| 2015. november 5. 19:00 |

| Dinama Minszk | 1–2               | Villarreal CF                                 |
| ------------- | ----------------- | --------------------------------------------- |
| Vitus 69'     | (0–0) Jegyzőkönyv | Soldado 72' (11-esből) Politevich 86' (öngól) |

| Borisov-Arena, Bariszav Játékvezető: John Beaton (skót) |

| 2015. november 5. 19:00 |

| Viktoria Plzeň | 1–2               | Rapid Wien            |
| -------------- | ----------------- | --------------------- |
| Holenda 71'    | (0–1) Jegyzőkönyv | Schobesberger 13' 77' |

| Doosan Arena, Plzeň Játékvezető: Luca Banti (olasz) |

| 2015. november 26. 21:05 |

| Villarreal CF | 1–0               | Rapid Wien |
| ------------- | ----------------- | ---------- |
| Soriano 78'   | (0–0) Jegyzőkönyv |            |

| Estadio El Madrigal, Villarreal Játékvezető: Paweł Raczkowski (lengyel) |

| 2015. november 26. 21:05 |

| Dinama Minszk               | 1–0               | Viktoria Plzeň |
| --------------------------- | ----------------- | -------------- |
| Adamović 90+3' Veretilo 90′ | (0–0) Jegyzőkönyv |                |

| Borisov-Arena, Bariszav Játékvezető: Ognjen Valjić (Bosznia-hercegovinai) |

| 2015. december 10. 19:00 |

| Rapid Wien               | 2–1               | Dinama Minszk |
| ------------------------ | ----------------- | ------------- |
| M. Hofmann 29' Jelić 59' | (1–0) Jegyzőkönyv | El Monir 65'  |

| Ernst-Happel-Stadion, Bécs Játékvezető: Aliyar Aghayev (azeri) |

| 2015. december 10. 19:00 |

| Viktoria Plzeň                  | 3–3               | Villarreal CF                               |
| ------------------------------- | ----------------- | ------------------------------------------- |
| Kolář 8' Kovařík 65' Hořava 90' | (1–1) Jegyzőkönyv | Babamku 40' J. Dos Santos 62' Soriano 90+4' |

| Doosan Arena, Plzeň Játékvezető: Tony Chapron (francia) |

### F csoport
| Hely. | Csapat                 | M | Gy | D | V | G+ | G– | Gk | P  | Továbbjutás                                |     | BRA | MAR | LIB | GRO |
| ----- | ---------------------- | - | -- | - | - | -- | -- | -- | -- | ------------------------------------------ | --- | --- | --- | --- | --- |
| 1.    | Sporting de Braga      | 6 | 4  | 1 | 1 | 7  | 4  | +3 | 13 | Továbbjutott az egyenes kieséses szakaszba |     | —   | 3–2 | 2–1 | 1–0 |
| 2.    | Olympique de Marseille | 6 | 4  | 0 | 2 | 12 | 7  | +5 | 12 | Továbbjutott az egyenes kieséses szakaszba |     | 1–0 | —   | 0–1 | 2–1 |
| 3.    | Slovan Liberec         | 6 | 2  | 1 | 3 | 6  | 8  | −2 | 7  |                                            |     | 0–1 | 2–4 | —   | 1–1 |
| 4.    | FC Groningen           | 6 | 0  | 2 | 4 | 2  | 8  | −6 | 2  |                                            | 0–0 | 0–3 | 0–1 | —   |     |

| 2015. szeptember 17. 19:00 |

| Slovan Liberec | 0–1               | Sporting de Braga |
| -------------- | ----------------- | ----------------- |
|                | (0–0) Jegyzőkönyv | Rafa 60'          |

| Stadion u Nisy, Liberec Játékvezető: Craig Pawson (angol) |

| 2015. szeptember 17. 19:00 |

| FC Groningen | 0–3               | Olympique de Marseille                    |
| ------------ | ----------------- | ----------------------------------------- |
|              | (0–2) Jegyzőkönyv | N'Koudou 25' Ocampos 40' Alessandrini 61' |

| Euroborg, Groningen Játékvezető: Yevhen Aranovsky (ukrán) |

| 2015. október 1. 21:05 |

| Olympique de Marseille | 0–1               | Slovan Liberec |
| ---------------------- | ----------------- | -------------- |
|                        | (0–0) Jegyzőkönyv | Coufal 84'     |

| Stade Vélodrome, Marseille Játékvezető: Aleksei Eskov (orosz) |

| 2015. október 1. 21:05 |

| Sporting de Braga | 1–0               | FC Groningen |
| ----------------- | ----------------- | ------------ |
| Hassan 5'         | (1–0) Jegyzőkönyv |              |

| Braga városi stadion, Braga Játékvezető: Bobby Madden (skót) |

| 2015. október 22. 21:05 |

| Sporting de Braga               | 3–2               | Olympique de Marseille         |
| ------------------------------- | ----------------- | ------------------------------ |
| Hassan 61' Eduardo 77' Alan 88' | (0–0) Jegyzőkönyv | Alessandrini 84' Batshuayi 87' |

| Braga városi stadion, Braga Játékvezető: Alexandru Tudor (román) |

| 2015. október 22. 21:05 |

| Slovan Liberec | 1–1               | FC Groningen              |
| -------------- | ----------------- | ------------------------- |
| Luckassen 87'  | (0–0) Jegyzőkönyv | Hoesen 90+6' de Leeuw 83′ |

| U Nisy, Liberec Játékvezető: Christian Dingert (német) |

| 2015. november 5. 19:00 |

| Olympique de Marseille | 1–0               | Sporting de Braga |
| ---------------------- | ----------------- | ----------------- |
| N’Koudou 39'           | (1–0) Jegyzőkönyv |                   |

| Stade Vélodrome, Marseille Játékvezető: Hüseyin Göçek (török) |

| 2015. november 5. 19:00 |

| FC Groningen | 0–1               | Slovan Liberec   |
| ------------ | ----------------- | ---------------- |
|              | (0–0) Jegyzőkönyv | Padt 81' (öngól) |

| Euroborg, Groningen Játékvezető: Marcin Borski (lengyel) |

| 2015. november 26. 21:05 |

| Sporting de Braga          | 2–1               | Slovan Liberec |
| -------------------------- | ----------------- | -------------- |
| Ferreira 42' Crislan 90+2' | (1–1) Jegyzőkönyv | Efremov 35'    |

| Braga városi stadion, Braga Játékvezető: Aleksei Kulbakov (fehérorosz) |

| 2015. november 26. 21:05 |

| Olympique de Marseille     | 2–1               | FC Groningen |
| -------------------------- | ----------------- | ------------ |
| N'Koudou 28' Batshuayi 88' | (1–0) Jegyzőkönyv | Maduro 50'   |

| Stade Vélodrome, Marseille Játékvezető: Andris Treimanis (lett) |

| 2015. december 10. 19:00 |

| Slovan Liberec                 | 2–4               | Olympique de Marseille                               |
| ------------------------------ | ----------------- | ---------------------------------------------------- |
| Bakoš 75' (11-esből) Šural 76' | (0–2) Jegyzőkönyv | Batshuayi 14' N'Koudou 43' Barrada 48' Ocampos 90+4' |

| U Nisy, Liberec Játékvezető: Robert Schörgenhofer (osztrák) |

| 2015. december 10. 19:00 |

| FC Groningen | 0–0         | Sporting de Braga |
| ------------ | ----------- | ----------------- |
|              | Jegyzőkönyv |                   |

| Euroborg, Groningen Játékvezető: Lee Evans (walesi) |

### G csoport
| Hely. | Csapat                   | M | Gy | D | V | G+ | G– | Gk | P  | Továbbjutás                                |     | LAZ | SET | DNI | ROS |
| ----- | ------------------------ | - | -- | - | - | -- | -- | -- | -- | ------------------------------------------ | --- | --- | --- | --- | --- |
| 1.    | Lazio                    | 6 | 4  | 2 | 0 | 13 | 6  | +7 | 14 | Továbbjutott az egyenes kieséses szakaszba |     | —   | 3–2 | 3–1 | 3–1 |
| 2.    | AS Saint-Étienne         | 6 | 2  | 3 | 1 | 10 | 7  | +3 | 9  | Továbbjutott az egyenes kieséses szakaszba |     | 1–1 | —   | 3–0 | 2–2 |
| 3.    | Dnyipro Dnyipropetrovszk | 6 | 2  | 1 | 3 | 6  | 8  | −2 | 7  |                                            |     | 1–1 | 0–1 | —   | 3–0 |
| 4.    | Rosenborg                | 6 | 0  | 2 | 4 | 4  | 12 | −8 | 2  |                                            | 0–2 | 1–1 | 0–1 | —   |     |

| 2015. szeptember 17. 21:05 |

| Dnyipro Dnyipropetrovszk | 1–1               | Lazio                |
| ------------------------ | ----------------- | -------------------- |
| Seleznyov 90+4'          | (0–1) Jegyzőkönyv | Milinković-Savić 34' |

| Dnipro-Arena, Dnyipropetrovszk Játékvezető: Arnold Hunter (északír) |

| 2015. szeptember 17. 21:05 |

| AS Saint-Étienne             | 2–2               | Rosenborg                  |
| ---------------------------- | ----------------- | -------------------------- |
| Berić 4' Roux 87' (11-esből) | (1–1) Jegyzőkönyv | Mikkelsen 16' Svensson 78' |

| Stade Geoffroy-Guichard, Saint-Étienne Játékvezető: Christian Dingert (német) |

| 2015. október 1. 19:00 |

| Rosenborg | 0–1               | Dnyipro Dnyipropetrovszk |
| --------- | ----------------- | ------------------------ |
|           | (0–0) Jegyzőkönyv | Seleznyov 80'            |

| Lerkendal Stadion, Trondheim Játékvezető: Sébastien Delferière (belga) |

| 2015. október 1. 19:00 |

| Lazio                          | 3–2               | AS Saint-Étienne          |
| ------------------------------ | ----------------- | ------------------------- |
| Onazi 22' Hoedt 48' Biglia 80' | (1–1) Jegyzőkönyv | Sall 6' Monnet-Paquet 84' |

| Olimpiai Stadion, Róma Játékvezető: Halis Özkahya (török) |

| 2015. október 22. 19:00 |

| Lazio                                           | 3–1               | Rosenborg     |
| ----------------------------------------------- | ----------------- | ------------- |
| Matri 28' Anderson 54' Candreva 79' Maurício 6′ | (1–0) Jegyzőkönyv | Søderlund 69' |

| Olimpiai Stadion, Róma Játékvezető: Paweł Gil (lengyel) |

| 2015. október 22. 19:00 |

| Dnyipro Dnyipropetrovszk | 0–1               | AS Saint-Étienne |
| ------------------------ | ----------------- | ---------------- |
|                          | (0–1) Jegyzőkönyv | Hamouma 44'      |

| Dnipro Arena, Dnyipropetrovszk Játékvezető: Alon Yefet (izraeli) |

| 2015. november 5. 21:05 |

| Rosenborg | 0–2               | Lazio                          |
| --------- | ----------------- | ------------------------------ |
|           | (0–2) Jegyzőkönyv | F. Djordjević 9' 29' Keita 83′ |

| Lerkendal Stadion, Trondheim Játékvezető: Andre Marriner (angol) |

| 2015. november 5. 21:05 |

| AS Saint-Étienne                        | 3–0               | Dnyipro Dnyipropetrovszk |
| --------------------------------------- | ----------------- | ------------------------ |
| Monnet-Paquet 38' Berić 52' Hamouma 65' | (1–0) Jegyzőkönyv |                          |

| Geoffroy-Guichard, Saint-Étienne Játékvezető: Mattias Gestranius (finn) |

| 2015. november 26. 19:00 |

| Lazio                                 | 3–1               | Dnyipro Dnyipropetrovszk |
| ------------------------------------- | ----------------- | ------------------------ |
| Candreva 4' Parolo 68' Đorđević 90+3' | (1–0) Jegyzőkönyv | Gama 65'                 |

| Olimpiai Stadion, Róma Játékvezető: Gediminas Mažeika (litván) |

| 2015. november 26. 19:00 |

| Rosenborg     | 1–1               | AS Saint-Étienne    |
| ------------- | ----------------- | ------------------- |
| Søderlund 40' | (1–0) Jegyzőkönyv | Roux 80' (11-esből) |

| Lerkendal Stadion, Trondheim Játékvezető: Vitali Meshkov (orosz) |

| 2015. december 10. 21:05 |

| Dnyipro Dnyipropetrovszk  | 3–0               | Rosenborg |
| ------------------------- | ----------------- | --------- |
| Matheus 35' 60' Sakov 79' | (1–0) Jegyzőkönyv |           |

| Dnipro Arena, Dnyipropetrovszk Játékvezető: Stephan Klossner (svájci) |

| 2015. december 10. 21:05 |

| AS Saint-Étienne | 1–1               | Lazio     |
| ---------------- | ----------------- | --------- |
| Eysseric 76'     | (0–0) Jegyzőkönyv | Matri 52' |

| Geoffroy-Guichard, Saint-Étienne Játékvezető: Kevin Blom (holland) |

### H csoport
| Hely. | Csapat             | M | Gy | D | V | G+ | G– | Gk | P  | Továbbjutás                                |     | LMO | SPO | BES | SKE |
| ----- | ------------------ | - | -- | - | - | -- | -- | -- | -- | ------------------------------------------ | --- | --- | --- | --- | --- |
| 1.    | Lokomotyiv Moszkva | 6 | 3  | 2 | 1 | 12 | 7  | +5 | 11 | Továbbjutott az egyenes kieséses szakaszba |     | —   | 2–4 | 1–1 | 2–0 |
| 2.    | Sporting CP        | 6 | 3  | 1 | 2 | 14 | 11 | +3 | 10 | Továbbjutott az egyenes kieséses szakaszba |     | 1–3 | —   | 3–1 | 5–1 |
| 3.    | Beşiktaş JK        | 6 | 2  | 3 | 1 | 7  | 6  | +1 | 9  |                                            |     | 1–1 | 1–1 | —   | 2–0 |
| 4.    | Skënderbeu Korçë   | 6 | 1  | 0 | 5 | 4  | 13 | −9 | 3  |                                            | 0–3 | 3–0 | 0–1 | —   |     |

| 2015. szeptember 17. 21:05 |

| Sporting CP | 1–3               | Lokomotyiv Moszkva          |
| ----------- | ----------------- | --------------------------- |
| Montero 50' | (0–1) Jegyzőkönyv | Szamedov 12' 56' Niasse 65' |

| Estádio José Alvalade, Lisszabon Játékvezető: Robert Schörgerhofen (osztrák) |

| 2015. szeptember 17. 21:05 |

| Skënderbeu Korçë | 0–1               | Beşiktaş JK |
| ---------------- | ----------------- | ----------- |
|                  | (0–1) Jegyzőkönyv | Sosa 28'    |

| Elbasan Aréna, Elbasan Játékvezető: Bognár Tamás (magyar) |

| 2015. október 1. 19:00 |

| Beşiktaş JK | 1–1               | Sporting CP |
| ----------- | ----------------- | ----------- |
| Töre 61'    | (0–1) Jegyzőkönyv | Ruiz 16'    |

| Atatürk Olimpiyat Stadium, Isztambul Játékvezető: Paolo Tagliavento (olasz) |

| 2015. október 1. 19:00 |

| Lokomotyiv Moszkva      | 2–0               | Skënderbeu Korçë |
| ----------------------- | ----------------- | ---------------- |
| Niasse 35' Szamedov 73' | (1–0) Jegyzőkönyv |                  |

| Stadion Lokomotiv, Moszkva Játékvezető: Orel Grinfeld (izraeli) |

| 2015. október 22. 19:00 |

| Lokomotyiv Moszkva     | 1–1               | Beşiktaş JK |
| ---------------------- | ----------------- | ----------- |
| Maicon 54' Ćorluka 69′ | (0–0) Jegyzőkönyv | Gomez 64'   |

| Stadion Lokomotiv, Moszkva Játékvezető: Serge Gumienny (belga) |

| 2015. október 22. 19:00 |

| Sporting CP                                                                   | 5–1               | Skënderbeu Korçë         |
| ----------------------------------------------------------------------------- | ----------------- | ------------------------ |
| Aquilani 38' (11-esből) Montero 41' (11-esből) Pereira 64' 77' Figueiredo 69' | (2–0) Jegyzőkönyv | Jashanica 89' Salihi 24′ |

| Estádio José Alvalade, Lisszabon Játékvezető: Clayton Pisani (máltai) |

| 2015. november 5. 21:05 |

| Beşiktaş JK  | 1–1               | Lokomotyiv Moszkva |
| ------------ | ----------------- | ------------------ |
| Quaresma 58' | (0–0) Jegyzőkönyv | Niasse 76'         |

| Atatürk Olimpiyat Stadium, Isztambul Játékvezető: Felix Zwayer (német) |

| 2015. november 5. 21:05 |

| Skënderbeu Korçë                    | 3–0               | Sporting CP  |
| ----------------------------------- | ----------------- | ------------ |
| Lilaj 15' 19' (11-esből) Nimaga 55' | (2–0) Jegyzőkönyv | Patrício 17′ |

| Elbasan Aréna, Elbasan Játékvezető: Kristo Tohver (észt) |

| 2015. november 26. 19:00 |

| Lokomotyiv Moszkva          | 2–4               | Sporting CP                                  |
| --------------------------- | ----------------- | -------------------------------------------- |
| Maicon 5' Al. Mirancsuk 86' | (1–3) Jegyzőkönyv | Montero 20' Ruiz 38' Martins 43' Pereira 60' |

| Stadion Lokomotiv, Moszkva Játékvezető: Antonio Mateu Lahoz (spanyol) |

| 2015. november 26. 19:00 |

| Beşiktaş JK   | 2–0               | Skënderbeu Korçë |
| ------------- | ----------------- | ---------------- |
| Tosun 35' 78' | (1–0) Jegyzőkönyv |                  |

| Atatürk Olimpiyat Stadium, Isztambul Játékvezető: Pawel Gil (lengyel) |

| 2015. december 10. 21:05 |

| Sporting CP                         | 3–1               | Beşiktaş JK |
| ----------------------------------- | ----------------- | ----------- |
| Szlimani 67' Ruiz 72' Gutiérrez 78' | (0–0) Jegyzőkönyv | Gómez 58'   |

| Estádio José Alvalade, Lisszabon Játékvezető: Manuel Gräfe (német) |

| 2015. december 10. 21:05 |

| Skënderbeu Korçë | 0–3               | Lokomotyiv Moszkva                  |
| ---------------- | ----------------- | ----------------------------------- |
|                  | (0–1) Jegyzőkönyv | Tarasov 18' Niasse 89' Szamedov 90' |

| Elbasan Aréna, Elbasan Játékvezető: Marijo Strahonja (horvát) |

### I csoport
| Hely. | Csapat      | M | Gy | D | V | G+ | G– | Gk | P  | Továbbjutás                                |     | BSL | FIO | LCH | BEL |
| ----- | ----------- | - | -- | - | - | -- | -- | -- | -- | ------------------------------------------ | --- | --- | --- | --- | --- |
| 1.    | FC Basel    | 6 | 4  | 1 | 1 | 10 | 5  | +5 | 13 | Továbbjutott az egyenes kieséses szakaszba |     | —   | 2–2 | 2–0 | 1–2 |
| 2.    | Fiorentina  | 6 | 3  | 1 | 2 | 11 | 6  | +5 | 10 | Továbbjutott az egyenes kieséses szakaszba |     | 1–2 | —   | 1–2 | 1–0 |
| 3.    | Lech Poznań | 6 | 1  | 2 | 3 | 2  | 6  | −4 | 5  |                                            |     | 0–1 | 0–2 | —   | 0–0 |
| 4.    | Belenenses  | 6 | 1  | 2 | 3 | 2  | 8  | −6 | 5  |                                            | 0–2 | 0–4 | 0–0 | —   |     |

| 2015. szeptember 17. 21:05 |

| Fiorentina                  | 1–2               | FC Basel                     |
| --------------------------- | ----------------- | ---------------------------- |
| N. Kalinić 4' Rodríguez 66′ | (1–0) Jegyzőkönyv | B. Bjarnason 71' en-Neni 79' |

| Stadio Artemio Franchi, Firenze Játékvezető: Michael Oliver (angol) |

| 2015. szeptember 17. 21:05 |

| Lech Poznań | 0–0         | Belenenses |
| ----------- | ----------- | ---------- |
|             | Jegyzőkönyv |            |

| Municipal Stadium Poznan, Poznań Játékvezető: Serhiy Boiko (ukrán) |

| 2015. október 1. 19:00 |

| Belenenses | 0–4               | Fiorentina                                                 |
| ---------- | ----------------- | ---------------------------------------------------------- |
|            | (0–2) Jegyzőkönyv | Bernardeschi 18' Babacar 45+1' Tonel 83' (öngól) Rossi 90' |

| Estádio do Restelo, Lisszabon Játékvezető: Alekszandar Sztavrev (macedón) |

| 2015. október 1. 19:00 |

| FC Basel                    | 2–0               | Lech Poznań |
| --------------------------- | ----------------- | ----------- |
| B. Bjarnason 55' Embolo 90' | (0–0) Jegyzőkönyv |             |

| St. Jakob-Park, Bázel Játékvezető: Ognjen Valjić (Bosznia-hercegovinai) |

| 2015. október 22. 19:00 |

| FC Basel    | 1–2               | Belenenses          |
| ----------- | ----------------- | ------------------- |
| M. Lang 15' | (1–2) Jegyzőkönyv | Leal 27' Kuca 45+1' |

| St. Jakob-Park, Bázel Játékvezető: Lee Evans (walesi) |

| 2015. október 22. 19:00 |

| Fiorentina            | 1–2               | Lech Poznań            |
| --------------------- | ----------------- | ---------------------- |
| Rossi 90' Rebić 90+2′ | (0–0) Jegyzőkönyv | Kownacki 65' Gajos 82' |

| Stadio Artemio Franchi, Firenze Játékvezető: Gediminas Mažeika (litván) |

| 2015. november 5. 21:05 |

| Belenenses | 0–2               | FC Basel               |
| ---------- | ----------------- | ---------------------- |
|            | (0–1) Jegyzőkönyv | Janko 45+1' Embolo 64' |

| Estádio do Restelo, Lisszabon Játékvezető: Bognár Tamás (magyar) |

| 2015. november 5. 21:05 |

| Lech Poznań | 0–2               | Fiorentina     |
| ----------- | ----------------- | -------------- |
|             | (0–1) Jegyzőkönyv | Iličić 42' 83' |

| Municipal Stadium Poznan, Poznań Játékvezető: Halis Özkahya (török) |

| 2015. november 26. 19:00 |

| FC Basel              | 2–2               | Fiorentina                         |
| --------------------- | ----------------- | ---------------------------------- |
| Suchý 40' en-Neni 74' | (1–2) Jegyzőkönyv | Bernardeschi 23' 36' Roncaglia 26′ |

| St. Jakob-Park, Bázel Játékvezető: Ivan Kružliak (szlovák) |

| 2015. november 26. 19:00 |

| Belenenses | 0–0         | Lech Poznań |
| ---------- | ----------- | ----------- |
|            | Jegyzőkönyv |             |

| Estádio do Restelo, Lisszabon Játékvezető: Arnold Hunter (északír) |

| 2015. december 10. 21:05 |

| Fiorentina  | 1–0               | Belenenses |
| ----------- | ----------------- | ---------- |
| Babacar 67' | (0–0) Jegyzőkönyv |            |

| Stadio Artemio Franchi, Firenze Játékvezető: Vladislav Bezborodov (orosz) |

| 2015. december 10. 21:05 |

| Lech Poznań | 0–1               | FC Basel    |
| ----------- | ----------------- | ----------- |
|             | (0–0) Jegyzőkönyv | Boëtius 50' |

| Stadion Miejski, Poznań Játékvezető: Bobby Madden (skót) |

### J csoport
| Hely. | Csapat            | M | Gy | D | V | G+ | G– | Gk | P  | Továbbjutás                                |     | TOT | AND | MON | QAR |
| ----- | ----------------- | - | -- | - | - | -- | -- | -- | -- | ------------------------------------------ | --- | --- | --- | --- | --- |
| 1.    | Tottenham Hotspur | 6 | 4  | 1 | 1 | 12 | 6  | +6 | 13 | Továbbjutott az egyenes kieséses szakaszba |     | —   | 2–1 | 4–1 | 3–1 |
| 2.    | Anderlecht        | 6 | 3  | 1 | 2 | 8  | 6  | +2 | 10 | Továbbjutott az egyenes kieséses szakaszba |     | 2–1 | —   | 1–1 | 2–1 |
| 3.    | AS Monaco         | 6 | 1  | 3 | 2 | 5  | 9  | −4 | 6  |                                            |     | 1–1 | 0–2 | —   | 1–0 |
| 4.    | Qarabağ           | 6 | 1  | 1 | 4 | 4  | 8  | −4 | 4  |                                            | 0–1 | 1–0 | 1–1 | —   |     |

| 2015. szeptember 17. 21:05 |

| Anderlecht | 1–1               | AS Monaco     |
| ---------- | ----------------- | ------------- |
| Gillet 11' | (1–0) Jegyzőkönyv | L. Traoré 85' |

| Constant Vanden Stock Stadion, Brüsszel Játékvezető: Miroslav Zelinka (cseh) |

| 2015. szeptember 17. 21:05 |

| Tottenham Hotspur      | 3–1               | Qarabağ               |
| ---------------------- | ----------------- | --------------------- |
| Son 28' 30' Lamela 86' | (2–1) Jegyzőkönyv | Almeida 7' (11-esből) |

| White Hart Lane, Tottenham Játékvezető: Adrien Jaccottet (svájci) |

| 2015. október 1. 19:00 |

| Qarabağ     | 1–0               | Anderlecht |
| ----------- | ----------------- | ---------- |
| Almeida 36' | (1–0) Jegyzőkönyv |            |

| Tofik Bahramov Stadion, Baku Játékvezető: Oliver Drachta (osztrák) |

| 2015. október 1. 19:00 |

| AS Monaco       | 1–1               | Tottenham Hotspur |
| --------------- | ----------------- | ----------------- |
| El Shaarawy 81' | (0–1) Jegyzőkönyv | Lamela 35'        |

| II. Lajos Stadion, Monaco Játékvezető: Artur Dias (portugál) |

| 2015. október 22. 19:00 |

| AS Monaco     | 1–0               | Qarabağ |
| ------------- | ----------------- | ------- |
| L. Traoré 70' | (0–0) Jegyzőkönyv |         |

| II. Lajos Stadion, Monaco Játékvezető: Jakob Kehlet (dán) |

| 2015. október 22. 19:00 |

| Anderlecht           | 2–1               | Tottenham Hotspur |
| -------------------- | ----------------- | ----------------- |
| Gillet 13' Okaka 75' | (1–1) Jegyzőkönyv | Eriksen 4'        |

| Constant Vanden Stock Stadion, Brüsszel Játékvezető: Pol van Boekel (holland) |

| 2015. november 5. 21:05 |

| Qarabağ        | 1–1               | AS Monaco     |
| -------------- | ----------------- | ------------- |
| Armenteros 39' | (1–0) Jegyzőkönyv | Cavaleiro 72' |

| Tofik Bahramov Stadion, Baku Játékvezető: Cristian Balaj (román) |

| 2015. november 5. 21:05 |

| Tottenham Hotspur    | 2–1               | Anderlecht  |
| -------------------- | ----------------- | ----------- |
| Kane 29' Dembélé 87' | (1–0) Jegyzőkönyv | Ezekiel 72' |

| White Hart Lane, Tottenham Játékvezető: Orel Grindeld (izraeli) |

| 2015. november 26. 19:00 |

| AS Monaco | 0–2               | Anderlecht                  |
| --------- | ----------------- | --------------------------- |
|           | (0–1) Jegyzőkönyv | Gillet 45+1' Acheampong 78' |

| II. Lajos Stadion, Monaco Játékvezető: Manuel Gräfe (német) |

| 2015. november 26. 19:00 |

| Qarabağ | 0–1               | Tottenham Hotspur |
| ------- | ----------------- | ----------------- |
|         | (0–0) Jegyzőkönyv | Kane 78'          |

| Tofik Bahramov Stadion, Baku Játékvezető: Anasztásziosz Szidirópulosz (görög) |

| 2015. december 10. 21:05 |

| Anderlecht          | 2–1               | Qarabağ      |
| ------------------- | ----------------- | ------------ |
| Najar 28' Okaka 31' | (2–1) Jegyzőkönyv | Quintana 26' |

| Constant Vanden Stock Stadion, Brüsszel Játékvezető: Slavko Vinčić (szlovén) |

| 2015. december 10. 21:05 |

| Tottenham Hotspur             | 4–1               | AS Monaco       |
| ----------------------------- | ----------------- | --------------- |
| Lamela 2' 15' 38' Carroll 78' | (3–0) Jegyzőkönyv | El Shaarawy 61' |

| White Hart Lane, Tottenham Játékvezető: Ivan Bebek (horvát) |

### K csoport
| Hely. | Csapat              | M | Gy | D | V | G+ | G– | Gk  | P  | Továbbjutás                                |     | SCH | SPP | AT  | APO |
| ----- | ------------------- | - | -- | - | - | -- | -- | --- | -- | ------------------------------------------ | --- | --- | --- | --- | --- |
| 1.    | Schalke 04          | 6 | 4  | 2 | 0 | 15 | 3  | +12 | 14 | Továbbjutott az egyenes kieséses szakaszba |     | —   | 2–2 | 4–0 | 1–0 |
| 2.    | Sparta Praha        | 6 | 3  | 3 | 0 | 10 | 5  | +5  | 12 | Továbbjutott az egyenes kieséses szakaszba |     | 1–1 | —   | 1–0 | 2–0 |
| 3.    | Asztérasz Trípolisz | 6 | 1  | 1 | 4 | 4  | 12 | −8  | 4  |                                            |     | 0–4 | 1–1 | —   | 2–0 |
| 4.    | APÓEL               | 6 | 1  | 0 | 5 | 3  | 12 | −9  | 3  |                                            | 0–3 | 1–3 | 2–1 | —   |     |

| 2015. szeptember 17. 21:05 |

| APÓEL           | 0–3               | Schalke 04                  |
| --------------- | ----------------- | --------------------------- |
| De Vincenti 77′ | (0–2) Jegyzőkönyv | Matip 28' Huntelaar 35' 71' |

| GSZP Stadion, Nicosia Játékvezető: Tony Chapron (francia) |

| 2015. szeptember 17. 21:05 |

| Asztérasz Trípolisz | 1–1               | Sparta Praha |
| ------------------- | ----------------- | ------------ |
| Mazza 2'            | (1–0) Jegyzőkönyv | Lafata 56'   |

| Theodoros Kolokotronis Stadium, Trípoli Játékvezető: Marijo Strahonja (horvát) |

| 2015. október 1. 19:00 |

| Sparta Praha         | 2–0               | APÓEL |
| -------------------- | ----------------- | ----- |
| Fatai 24' Brabec 60' | (1–0) Jegyzőkönyv |       |

| Stadion Letná, Prága Játékvezető: Paweł Gil (lengyel) |

| 2015. október 1. 19:00 |

| Schalke 04                                    | 4–0               | Asztérasz Trípolisz |
| --------------------------------------------- | ----------------- | ------------------- |
| Di Santo 28' 37' 44' (11-esből) Huntelaar 84' | (3–0) Jegyzőkönyv |                     |

| Veltins-Arena, Gelsenkirchen Játékvezető: Pol van Boekel (holland) |

| 2015. október 22. 19:00 |

| Schalke 04           | 2–2               | Sparta Praha         |
| -------------------- | ----------------- | -------------------- |
| Di Santo 6' Sané 73' | (1–0) Jegyzőkönyv | Fatai 50' Lafata 63' |

| Veltins-Arena, Gelsenkirchen Játékvezető: Artur Dias (portugál) |

| 2015. október 22. 19:00 |

| APÓEL                                 | 2–1               | Asztérasz Trípolisz |
| ------------------------------------- | ----------------- | ------------------- |
| Cavenaghi 45+9' (11-esből) Carlão 59' | (1–1) Jegyzőkönyv | Lluy 8'             |

| GSZP Stadion, Nicosia Játékvezető: Aleksei Eskov (orosz) |

| 2015. november 5. 21:05 |

| Sparta Praha | 1–1               | Schalke 04          |
| ------------ | ----------------- | ------------------- |
| Lafata 6'    | (1–1) Jegyzőkönyv | Geis 20' (11-esből) |

| Stadion Letná, Prága Játékvezető: Carlos Clos Gómez (spanyol) |

| 2015. november 5. 21:05 |

| Asztérasz Trípolisz        | 2–0               | APÓEL |
| -------------------------- | ----------------- | ----- |
| Bertoglio 2' Giannou 45+1' | (2–0) Jegyzőkönyv |       |

| Theodoros Kolokotronis Stadium, Trípoli Játékvezető: Oliver Drachta (osztrák) |

| 2015. november 26. 19:00 |

| Schalke 04        | 1–0               | APÓEL |
| ----------------- | ----------------- | ----- |
| Choupo-Moting 86' | (0–0) Jegyzőkönyv |       |

| Veltins-Arena, Gelsenkirchen Játékvezető: Andreas Ekberg (svéd) |

| 2015. november 26. 19:00 |

| Sparta Praha          | 1–0               | Asztérasz Trípolisz |
| --------------------- | ----------------- | ------------------- |
| Brabec 33' Krejčí 82′ | (1–0) Jegyzőkönyv |                     |

| Stadion Letná, Prága Játékvezető: Michael Oliver (angol) |

| 2015. december 10. 21:05 |

| APÓEL        | 1–3               | Sparta Praha             |
| ------------ | ----------------- | ------------------------ |
| Cavenaghi 6' | (1–0) Jegyzőkönyv | Juliš 63' Lafata 77' 87' |

| GSZP Stadion, Nicosia Játékvezető: Vad István (magyar) |

| 2015. december 10. 21:05 |

| Asztérasz Trípolisz | 0–4               | Schalke 04                                   |
| ------------------- | ----------------- | -------------------------------------------- |
|                     | (0–2) Jegyzőkönyv | Di Santo 29' Choupo-Moting 37' 78' Meyer 86' |

| Stadio Theodoros Kolokotronis, Trípoli Játékvezető: Liran Liany (izraeli) |

### L csoport
| Hely. | Csapat          | M | Gy | D | V | G+ | G– | Gk | P  | Továbbjutás                                |     | ATH | AUG | PAR | AZ  |
| ----- | --------------- | - | -- | - | - | -- | -- | -- | -- | ------------------------------------------ | --- | --- | --- | --- | --- |
| 1.    | Athletic Bilbao | 6 | 4  | 1 | 1 | 16 | 8  | +8 | 13 | Továbbjutott az egyenes kieséses szakaszba |     | —   | 3–1 | 5–1 | 2–2 |
| 2.    | FC Augsburg     | 6 | 3  | 0 | 3 | 12 | 11 | +1 | 9  | Továbbjutott az egyenes kieséses szakaszba |     | 2–3 | —   | 1–3 | 4–1 |
| 3.    | Partizan        | 6 | 3  | 0 | 3 | 10 | 14 | −4 | 9  |                                            |     | 0–2 | 1–3 | —   | 3–2 |
| 4.    | AZ              | 6 | 1  | 1 | 4 | 8  | 13 | −5 | 4  |                                            | 2–1 | 0–1 | 1–2 | —   |     |

| 2015. szeptember 17. 21:05 |

| Partizan                       | 3–2               | AZ                                 |
| ------------------------------ | ----------------- | ---------------------------------- |
| Oumaru 11' 40' A. Živković 89' | (2–1) Jegyzőkönyv | van der Linden 34' Henriksen 90+3' |

| Stadion FK Partizan, Belgrád Játékvezető: Daniele Orsato (olasz) |

| 2015. szeptember 17. 21:05 |

| Athletic Bilbao            | 3–1               | FC Augsburg  |
| -------------------------- | ----------------- | ------------ |
| Aduriz 55' 66' Susaeta 90' | (0–1) Jegyzőkönyv | Altıntop 15' |

| San Mamés Stadion, Bilbao Játékvezető: Vladislav Bezborodov (orosz) |

| 2015. október 1. 19:00 |

| FC Augsburg   | 1–3               | Partizan                                   |
| ------------- | ----------------- | ------------------------------------------ |
| Bobadilla 58' | (0–1) Jegyzőkönyv | A. Živković 31' 62' Fabrício 54' Subić 64′ |

| Augsburg Arena, Augsburg Játékvezető: Alexandru Tudor (román) |

| 2015. október 1. 19:00 |

| AZ                               | 2–1               | Athletic Bilbao |
| -------------------------------- | ----------------- | --------------- |
| Henriksen 55' Bóveda 65' (öngól) | (0–0) Jegyzőkönyv | Aduriz 75'      |

| AZAL Stadion, Alkmaar Játékvezető: Ivan Kružliak (szlovák) |

| 2015. október 22. 19:00 |

| AZ | 0–1               | FC Augsburg    |
| -- | ----------------- | -------------- |
|    | (0–1) Jegyzőkönyv | Trochowski 43' |

| AZAL Stadion, Alkmaar Játékvezető: Miroslav Zelinka (cseh) |

| 2015. október 22. 19:00 |

| Partizan | 0–2               | Athletic Bilbao           |
| -------- | ----------------- | ------------------------- |
|          | (0–1) Jegyzőkönyv | García 32' Etxebarria 85' |

| Stadion FK Partizan, Belgrád Játékvezető: Paweł Raczkowski (lengyel) |

| 2015. november 5. 21:05 |

| FC Augsburg                           | 4–1               | AZ            |
| ------------------------------------- | ----------------- | ------------- |
| Bobadilla 24' 33' 74' Csi Dongvon 66' | (2–1) Jegyzőkönyv | Janssen 45+1' |

| Augsburg Arena, Augsburg Játékvezető: Bobby Madden (skót) |

| 2015. november 5. 21:05 |

| Athletic Bilbao                                          | 5–1               | Partizan   |
| -------------------------------------------------------- | ----------------- | ---------- |
| Williams 15' 19' Etxebarria 40' Aduriz 71' Elustondo 81' | (3–1) Jegyzőkönyv | Oumaru 17' |

| San Mamés Stadion, Bilbao Játékvezető: Michael Koukoulakis (görög) |

| 2015. november 26. 19:00 |

| AZ        | 1–2               | Partizan                    |
| --------- | ----------------- | --------------------------- |
| Souza 48' | (0–0) Jegyzőkönyv | Oumarou 65' A. Živković 89' |

| AZAL Stadion, Alkmaar Játékvezető: Harald Lechner (osztrák) |

| 2015. november 26. 19:00 |

| FC Augsburg                  | 2–3               | Athletic Bilbao            |
| ---------------------------- | ----------------- | -------------------------- |
| Trochowski 41' Bobadilla 59' | (1–1) Jegyzőkönyv | Susaeta 10' Aduriz 83' 86' |

| Augsburg Arena, Augsburg Játékvezető: Artur Dias (portugál) |

| 2015. december 10. 21:05 |

| Partizan                    | 1–3               | FC Augsburg                                    |
| --------------------------- | ----------------- | ---------------------------------------------- |
| Oumarou 11' A. Živković 81′ | (1–1) Jegyzőkönyv | Hong Jeong-Ho 45+2' Verhaegh 51' Bobadilla 89' |

| Stadion FK Partizan, Belgrád Játékvezető: Paolo Tagliavento (olasz) |

| 2015. december 10. 21:05 |

| Athletic Bilbao                  | 2–2               | AZ                                  |
| -------------------------------- | ----------------- | ----------------------------------- |
| Sola 43' San José 47' (11-esből) | (1–1) Jegyzőkönyv | van Overeem 26' Saborit 88' (öngól) |

| San Mamés Stadion, Bilbao Játékvezető: Benoit Bastien (francia) |